# Línea 64 (Buenos Aires)
La línea 64 es una línea de colectivos de la Ciudad de Buenos Aires. Une los barrios de Belgrano, La Boca y Once.
La empresa propietaria y operadora de la línea es Vuelta de Rocha S.A.T.C.I. desde el 29 de junio de 1972.

## Historia
Las líneas de colectivos primitivas, formadas por componentes, no estaban constituidas en sociedades formales como las empresas de tranvías y ómnibus. Muchas veces un grupo de componentes se separaba para formar con sus coches un nuevo recorrido. Cuando esta escisión no se daba en buenos términos, surgían hechos insólitos, como el que protagonizaron en 1932 algunos integrantes de la línea fundadora del sistema (la 1, por supuesto) y una línea 8 que se fusionó con ésta. Un grupo se fue de la sociedad y, para estar antes de la 1, ¡formó la línea 0 (cero)! Estas “venganzas numéricas” también se daban por suma: La gente que dio el portazo en la línea 18 se fue con sus coches a doblar la apuesta: sumó 18 + 18 y creó la 36. Muy lejos de aquellas rencillas, las actuales líneas 64 y 67, continuadoras de la 18 y la 36, respectivamente, comparten las calles en la zona de Plaza Italia.

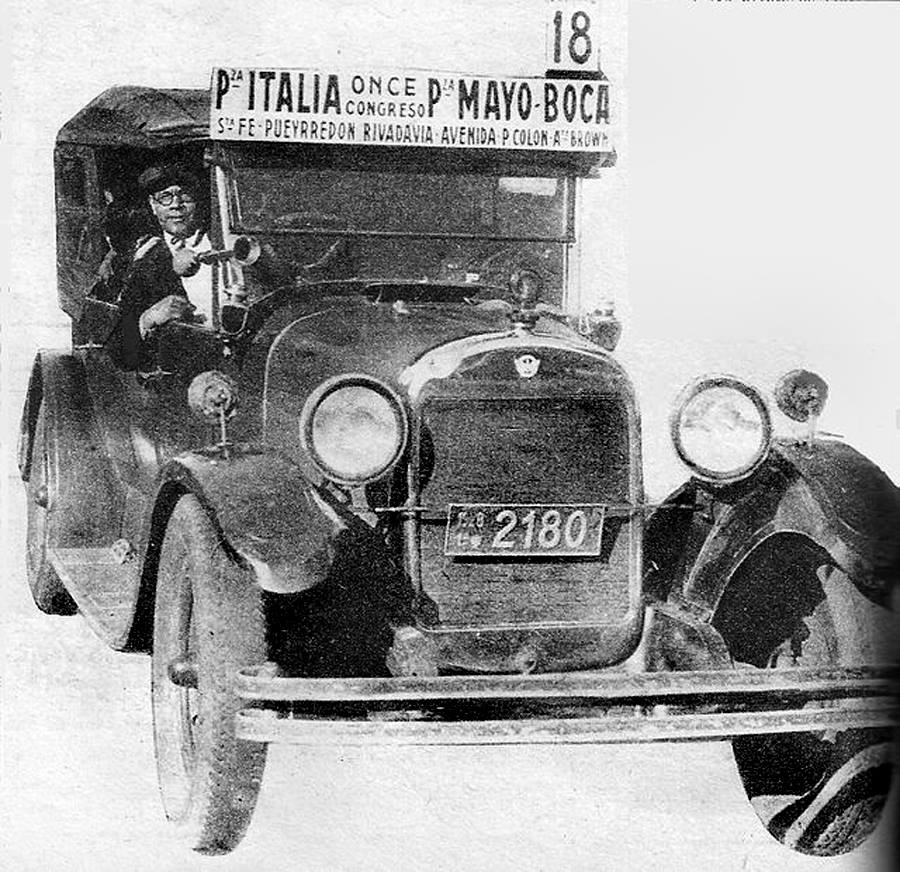
Antigua unidad de la línea. Utilizaba entonces el número 18 (circa 1930)

## Recorridos
La línea 64 cuenta con cinco ramales que circulan entre el barrio porteño de La Boca y Barrancas de Belgrano, cuyos recorridos son:
| Ramal                                           | Sentido | Recorrido | Cartel Indicador |
| ----------------------------------------------- | ------- | --- | ---------------- |
| Boca - Barrancas de Belgrano x Hospital Militar | Ida     | Desde Magallanes y Carlos F. Melo por Magallanes, Carlos F. Melo, Olavarría, Martín Rodríguez, Av. Don Pedro de Mendoza, Av. Almte. Brown, Av. Paseo Colón, Rotonda Plaza Colón, Av. Rivadavia, Bolívar, Av. de Mayo, Av. Rivadavia, Av.Pueyrredón, Charcas, Anchorena, Av. Santa Fe, Calzada Circular de Plaza Italia, Av. Santa Fe, Av. L. M. Campos, Tte. B. Matienzo, Av. del Libertador, Av. Virrey Vértiz, Echeverría donde estaciona.                 |                  |
| Boca - Barrancas de Belgrano x Hospital Militar | Regreso | Saliendo por Mariscal A. José de Sucre, Av. Virrey Vértiz, Echeverría, Calle lateral de Virrey Vértiz, Juramento, Av. Virrey Vértiz, Juramento, Av. Virrey Vértiz, Av. del Libertador, Jorge Newbery, Av. Luis María Campos, Av Santa Fe, Av. Pueyrredón, Av. Jujuy, Hipólito Yrigoyen, Av. Paseo Colón, Av. Almte. Brown, Gral. Gregorio Aráoz de Lamadrid, Carlos F. Melo, Rocha hasta 965.                                                                |                  |
| Boca - Barrancas de Belgrano x Hipódromo        | Ida     | Desde Magallanes y Carlos F. Melo por Magallanes, Carlos F. Melo, Olavarría, Martín Rodríguez, Av. Don Pedro de Mendoza, Av. Almte. Brown, Av. Paseo Colón, Rotonda Plaza Colón, Av. Rivadavia, Calle Bolívar, Av. de Mayo, Av. Rivadavia, Av. Pueyrredón, charcas, anchorena, Av. Santa Fe, Calzada Circular de Plaza Italia, Av. Santa Fe, Av. Luis María Campos, Tte. B. Matienzo, Avenida del Libertador, Av. Virrey Vértiz, Echeverría donde estaciona. |                  |
| Boca - Barrancas de Belgrano x Hipódromo        | Regreso | Saliendo por Mariscal A. José de Sucre, Av. Virrey Vértiz, Echeverría, Calle lateral de Virrey Vértiz, Juramento, Av. Virrey Vértiz, Juramento, Av. Virrey Vértiz, Av. del Libertador, José Ortega y Gasset, Av. Luis María Campos, Av Santa Fe, Av. Pueyrredón, Av. Jujuy, Hipólito Yrigoyen, Av. Paseo Colón, Avenida Almirante. Brown, Gral. Gregorio Aráoz de Lamadrid, Carlos F. Melo, Rocha hasta 965.                                                 |                  |
| Hasta Once                                      | Ida     | Desde Magallanes y Carlos F. Melo por Magallanes, Carlos F. Melo, Olavarría, Martín Rodríguez, Av. Don Pedro de Mendoza, Av. Almte. Brown, Av. Paseo Colón, Rotonda Plaza Colón, Av. Rivadavia, Bolívar, Av. de Mayo, Av. Rivadavia, Av. Pueyrredón donde estaciona. |                  |
| Hasta Once x Hospital Militar                   | Regreso | Saliendo por Mariscal A. José de Sucre, Av. Virrey Vértiz, Echeverría, Calle lateral de Virrey Vértiz, Juramento, Av. Virrey Vértiz, Juramento, Av. Virrey Vértiz, Av. del Libertador, Jorge Newbery, Av. Luis María Campos, Av Santa Fe, Av. Pueyrredón hasta Av. Pueyrredón y Tte. Gral. Juan Domingo Perón donde estaciona. |                  |
| Hasta Once x Hipódromo                          | Regreso | Saliendo por Mariscal A. José de Sucre, Av. Virrey Vértiz, Echeverría, Calle lateral de Virrey Vértiz, Juramento, Av. Virrey Vértiz, Juramento, Av. Virrey Vértiz, Av. del Libertador, José Ortega y Gasset, Av. Luis María Campos, Av Santa Fe, Av. Pueyrredón hasta Av. Pueyrredón y Tte. Gral. Juan Domingo Perón donde estaciona. |                  |

## Cuadros Tarifarios

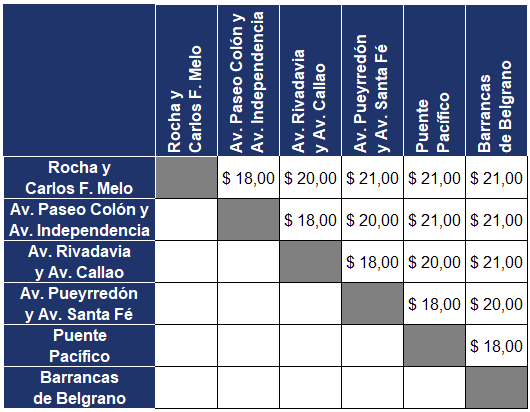
Hacia Bcas. de Belgrano
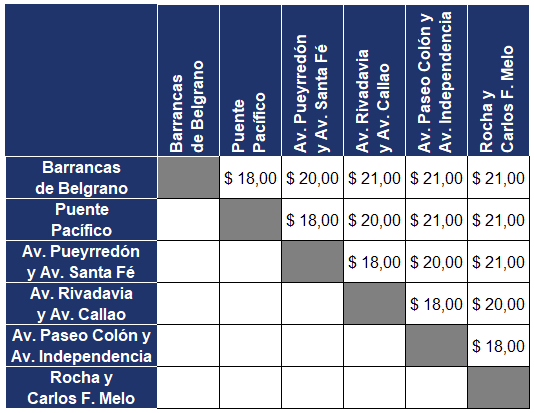
Hacia La Boca

## Frecuencias del Servicio

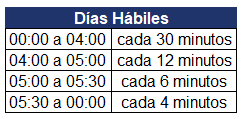
Días Hábiles
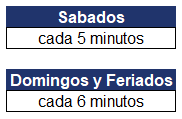
Días Sabados - Domingos y Feriados

## Aplicación Android
En el mes de abril de 2019 se realizó el lanzamiento oficial de la aplicación propia de la empresa. La misma consta con diversas opciones entre las cuales están: estado del servicio, desvíos, cuadros tarifarios, recorridos y demás información.

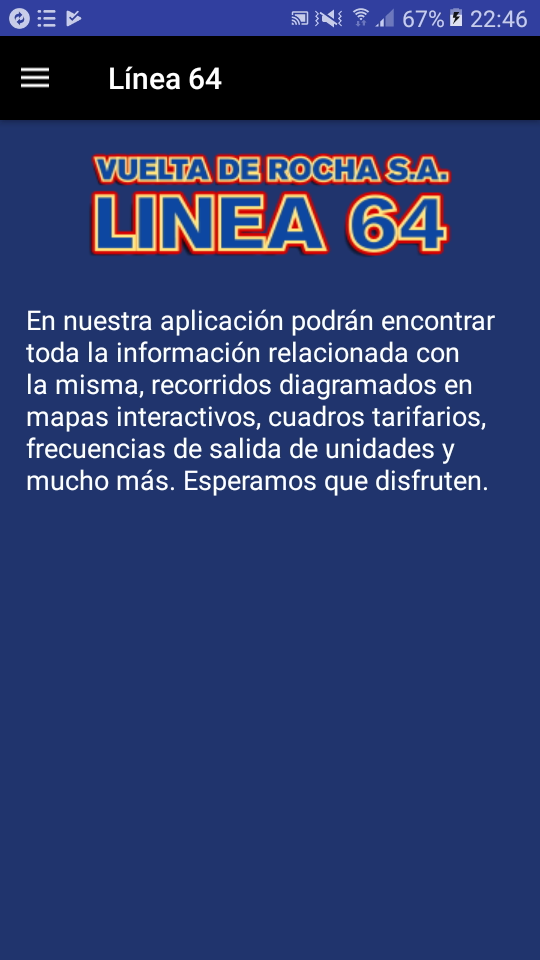
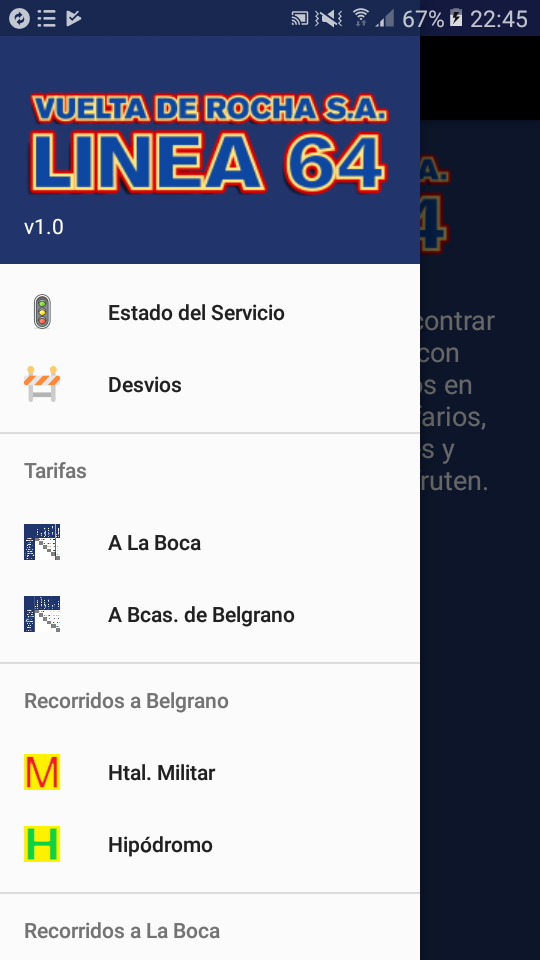
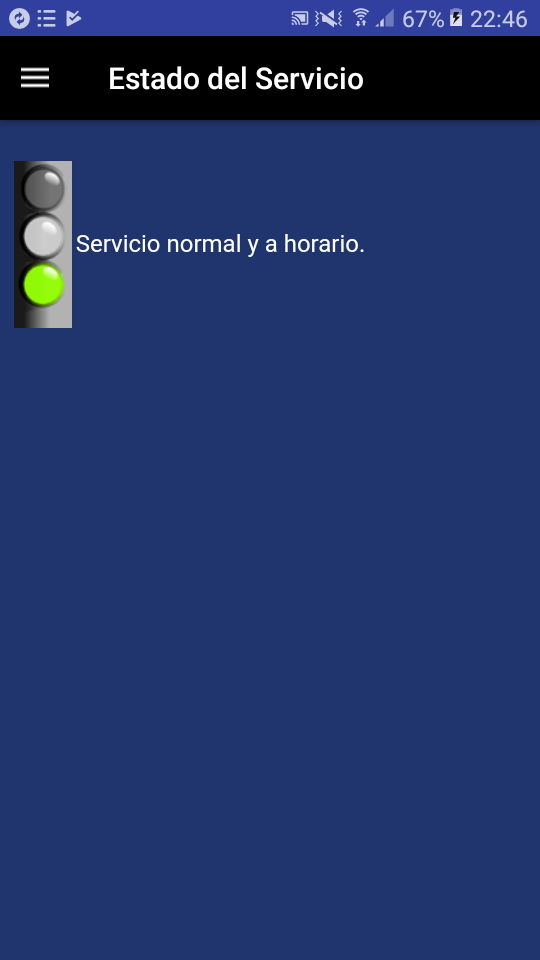
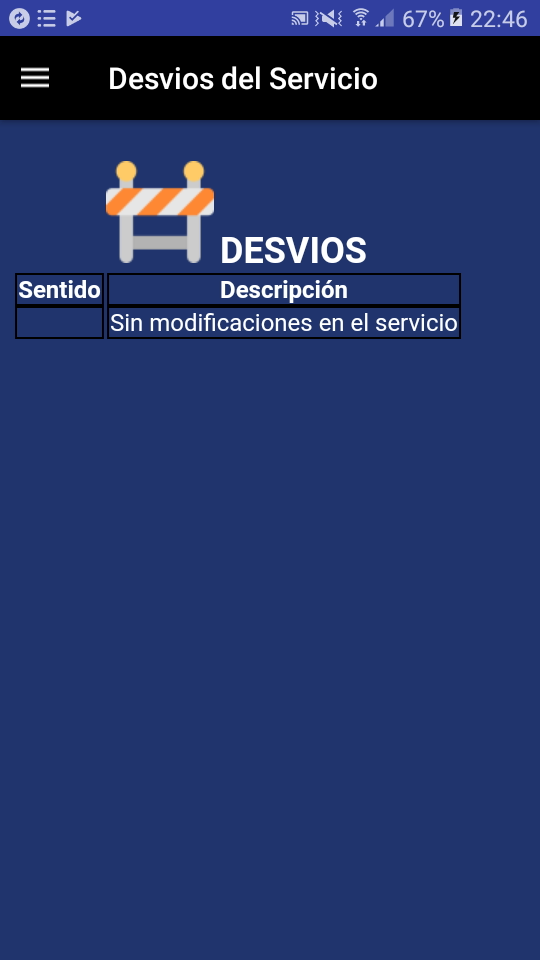
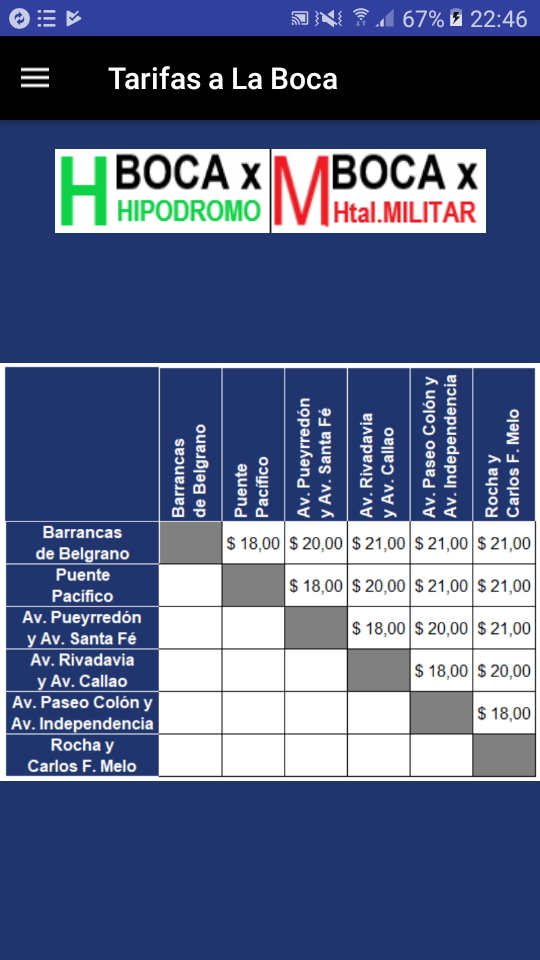
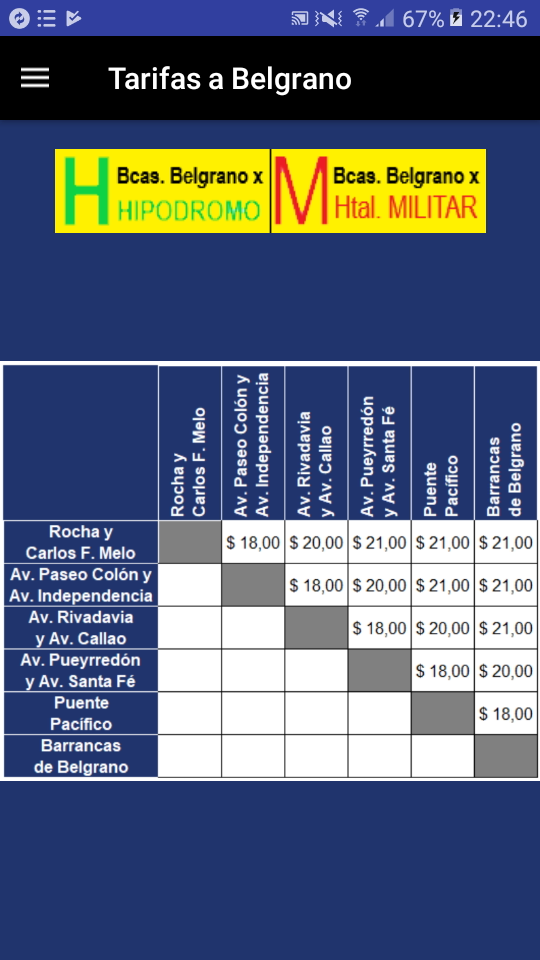

## Enlaces Oficiales
- Sitio web oficial de la Línea
- Twitter oficial de la Línea
- Facebook oficial de la Línea
- Instagram oficial de la Línea
- Aplicación Android oficial de la Línea